# Museo storico etnografico della Bassa Valsesia
Il Museo storico etnografico della Bassa Valsesia si trova a Romagnano Sesia (NO), nell'ala orientale della neoclassica Villa Caccia, costruita negli anni Quaranta del XIX secolo da Alessandro Antonelli come villa di campagna dei Conti Caccia di Romentino. In questa suggestiva struttura, un tempo sede dell'attività vitivinicola e della "Premiata Fattoria Vinicola dei conti Caccia", è allestita l'esposizione di oggetti riguardanti la storia, le tradizioni e la cultura materiale di Romagnano Sesia e del territorio circostante della Bassa Valsesia e delle Colline Novaresi.

## La Storia
Il museo viene fondato nel 1973 da Maria Adriana Prolo, già fondatrice del Museo nazionale del Cinema di Torino, Fernanda Renolfi, Carlo Dionisotti e un gruppo di amici, appassionati e studiosi di storia e tradizioni locali. La finalità dell'ente è la raccolta, la conservazione, lo studio e la valorizzazione del patrimonio etnografico del territorio e della storia locale.

## La collezione
Attraverso le sale di Villa Caccia il percorso si snoda tra i diversi aspetti della vita quotidiana di un tempo: l'attività agricola e vitivinicola, l'artigianato e i mestieri, la casa e la vita domestica, la scuola e il gioco, l'industria, le tradizioni del Venerdì Santo e dell'Epifania.

### Civiltà contadina
La prima parte del percorso è dedicata alle attività agricole e vitivinicole: attraverso gli strumenti meccanici, raccolti grazie a donazioni private, vengono mostrati gli aspetti della vita dei contadini della bassa Valsesia e delle Colline Novaresi.
Protagonista della sala è l'imponente torchio seicentesco a leva pressante, un tempo impiegato per la spremitura delle vinacce e delle noci e proveniente dalla frazione Sella di Grignasco.

### Mestieri
Il percorso prosegue con le ricostruzioni delle botteghe artigiane con le attrezzature tipiche dei mestieri tradizionali: dalla lavandaia al ciabattino, dall'arrotino al materassaio, dal norcino al sellaio, dal carradore al bottaio. Di particolare interesse anche un violino costruito da Pierino Platinetti, un agricoltore che durante i mesi invernali praticava la professione del liutaio.
Ad arricchire la sezione, una macchina idraulica dei pompieri, risalente al 1842 e il meccanismo dell'orologio seicentesco, tuttora funzionante, proveniente dalla torre campanaria della chiesa abbaziale di San Silano.

### Cantina
La cantina è dedicata alla produzione e maturazione del vino, elemento portante dell'economia agricola delle Colline Novaresi. In esposizione bigonce e sgrappolatrici, tini e botti, tappatrici di bottiglie, alambicchi per la distillazione della grappa. Di particolare interesse una bottiglia di vino del 1866 prodotto proprio a Villa Caccia. Antichi reperti, tra cui anfore vinarie del II secolo d.C., testimoniano l'antica vocazione vitivinicola del territorio.

### Ambienti di vita
Attraverso una galleria fotografica con immagini d'epoca si accede alle ricostruzioni di ambientazioni tipiche della vita quotidiana, sociale e familiare: la cucina, la camera da letto e un'autentica osteria con possibilità di degustazione di vini e prodotti tipici del territorio.
La ricostruzione di un'aula scolastica del secondo dopoguerra ci riporta tra banchi di legno, pennini e calamai.

### Dal telaio all'industria
Un tipico telaio a mano valsesiano del sec. XVII, impiegato per tessere canapa e lana, introduce alla sezione dedicata ai lavori tradizionalmente svolti dalle donne: dalla filatura alla tessitura, dal cucito al ricamo. Abiti contadini e borghesi di fine Ottocento e inizio Novecento completano l'allestimento.
Un'altra sezione è dedicata ai primi insediamenti industriali di Romagnano, determinanti per l'evoluzione economica e per il cambiamento sociale e culturale del territorio.

### Il "Venerdì santo"
Di particolare interesse risulta la sala dedicata al "Venerdì Santo”" la sacra rappresentazione che, dall'inizio del Settecento, rinnova lungo le vie e le piazze dell'antico borgo la Passione di Cristo. Oltre trecento personaggi interpretano gli episodi principali, dall'Ultima Cena alla Resurrezione.
Questo suggestivo evento coinvolge moltissimi spettatori che accorrono ad assistervi. Un allestimento multimediale e interattivo restituisce tutta la carica emotiva e spettacolare della rappresentazione.

### Fondatori e giocattoli d'epoca
Al piano superiore si accede alle sale dedicate ai fondatori, che propongono una lettura del museo stesso attraverso la storia dell'istituzione museale e delle sue collezioni, in un allestimento arricchito da un sistema multimediale.
Un'ampia sezione dedicata ai giocattoli d'epoca è proposta in un contesto nuovo e stimolante, che consente l'incontro con l'attività ricreativa dei primi decenni del Novecento.

## Biblioteca e archivio
Il museo ha anche una biblioteca, con oltre 5.000 volumi, dipinti ed un archivio storico e fotografico.